# Nathan Alterman
Nathan Alterman (en hebreo: נתן אלתרמן‎, 14 de agosto de 1910 - 28 de marzo de 1970) fue un poeta, dramaturgo, periodista y traductor israelí. Aunque nunca ocupó ningún cargo electo, Alterman fue muy influyente en la política socialista sionista, tanto antes como después del establecimiento del moderno Estado de Israel en 1948.

## Biografía
Nathan Alterman nació en Varsovia, Polonia (entonces parte del Imperio Ruso). En 1925, cuando tenía 15 años, la familia se mudó a Tel Aviv y él continuó sus estudios en la Escuela Secundaria Hebrea de Herzliya.
Cuando tenía 19 años, viajó a París para estudiar en la Universidad de París (La Sorbonne), pero un año después decidió ir a Nancy a estudiar agronomía. Aunque mantuvo estrechos contactos con su familia y amigos en Tel Aviv y los visitó durante las vacaciones, Alterman pasó tres años en Francia y estuvo muy influenciado por sus encuentros ocasionales con artistas y escritores franceses. A su regreso a Tel Aviv en 1932, comenzó a trabajar en la escuela agrícola Mikvé Israel, pero pronto la dejó para trabajar como periodista y poeta.
En 1933, cuando Alterman tenía 33 años, se unió al círculo literario "Juntos" (en hebreo: יחדיו‎). Los miembros de ese grupo literario publicaron la revista literaria "Columnas" (en hebreo: טורים‎) y se rebeló contra el establishment literario de la época, identificado con el poeta Jaim Najman Biálik y sus seguidores.
El 22 de agosto de 1934 se casó con Rachel Marcus, actriz de "The Cameri Theatre" (en hebreo: התיאטרון הקאמרי‎) En enero de 1941 nació su única hija: Tirtza Atar, que al crecer se convertiría ella misma en poetisa.
A Alterman se le atribuye haber traído las semillas del tomate marmande a Israel, donde fue la principal especie cultivada en el país hasta la década de 1960.

## Carrera literaria
En 1933, cuando tenía 23 años, Alterman comenzó a escribir canciones para el teatro de vodevil "La escoba" (en hebreo: המטאטא‎).
En 1934, comenzó a publicar en el diario Davar una columna rimada llamada "Bocetos de Tel Aviv" (en hebreo: סקיצות תל אביביות‎) que trataba temas de actualidad y durante cuatro meses se publicaron 26 de estas columnas rimadas.
En noviembre de 1934 dejó Davar y comenzó a publicar en el diario Haaretz una columna similar llamada "Momentos" (en hebreo: רגעים‎) pero esta vez las columnas tenían un carácter menos lírico y más satírico, y continuó publicando estas columnas durante ocho años durante los cuales publicó un total de 297 columnas.
El primer libro de poesía publicado de Alterman fue "Kokhavim Bakhuts" ("Estrellas afuera"), publicado en 1938. Este volumen, con sus "temas neorrománticos, textura altamente cargada y virtuosismo métrico", como lo expresa el crítico israelí Benjamin Harshav, lo estableció como una fuerza importante en la literatura hebrea moderna.
Su siguiente libro importante fue "La alegría de los pobres" (en hebreo: שִׂמְחת עניים‎, ṡimḥàt aniyiím, 1941). Esta es una fantasmagoría caleidoscópica que consta de 31 poemas interconectados, todos desde el punto de vista del fantasma de un hombre muerto obsesionado con la mujer viva que ama, una inversión de la historia de Orfeo y Eurídice. El muerto quiere proteger a su amor vivo de la guerra y la pobreza, pero más que nada quiere arrastrarla a su mundo. Sus planes se frustran continuamente. La luz de una humilde vela es suficiente para hacerlo retroceder. La historia se lee como un thriller sobrenatural, pero la rima y la métrica son regulares y elegantes.
En 1942, cuando las primeras noticias sobre el Holocausto llegaron a la comunidad judía sionista en el Mandato Británico de Palestina, Alterman escribió un poema, que puede describirse como una paráfrasis sarcástica de la oración judía: "Alabado seas Tú... que nos ha escogido de entre todas las naciones". En este poema Alterman dice: "Al grito de nuestros hijos, a la sombra de los andamios, no escuchamos el furor del mundo. Porque nos has elegido entre todas las naciones, nos has amado y favorecido. Porque nos has elegido de todas las naciones, de los noruegos, checos y británicos. Mientras marchan hacia los cadalsos, hijos judíos de la razón, saben que su sangre no será contada entre las demás, simplemente le dicen a la madre 'aparta tu rostro'". En 1943, Alterman escribió el maqama "La lengua sueca", en el que elogió la voluntad de Suecia de recibir refugiados judíos de Dinamarca.
En 1943, también escribió un poema que criticaba al Papa Pío XII, un poema que se exhibe en el museo Yad Vashem.
En 1945-1947, la columna semanal de Alterman en el periódico "Davar " del Movimiento Obrero denunció las medidas opresivas del ejército británico y elogió los barcos de inmigrantes ilegales que transportaban a sobrevivientes judíos del holocausto en las costas del país, desafiando la política británica. El más conocido de estos es el "Elogio de un capitán italiano" de 1945 (en hebreo: נאום תשובה לרב חובל איטלקי‎).
En las primeras etapas de la Guerra de Independencia de Israel, escribió numerosos poemas patrióticos, el más conocido de los cuales es "La bandeja de plata" (en hebreo: מגש הכסף‎; magásh ha-késef). Habiéndose convertido en un texto canónico leído en el Día del Recuerdo de Israel, este poema fue escrito en respuesta a las palabras de Chaim Weizmann en diciembre de 1947, después de la adopción del Plan de Partición de la ONU para Palestina, "Ningún estado se entrega en bandeja de plata. . . El plan de partición no da a los judíos sino una oportunidad". En su poema, Alterman describe una escena similar a la Revelación bíblica en el Monte Sinaí, donde el Pueblo Judío espera recibir el Estado judío, como los israelitas esperaban recibir la Torá. Y, sin embargo, en lugar de Moisés descendiendo con las Tablas de Piedra, la gente ve a dos jóvenes desconocidos, un niño y una niña, heridos y casi muertos por el agotamiento. Cuando se le preguntó, "¿Quién eres?" ellos responden: "Somos la bandeja de plata en la que se les entregó el estado de los judíos".
Alterman tradujo a Shakespeare, Molière, Racine, Gozzi, Molnar, Lully, Dostoievski, Bernard Shaw, Ionesco, Courteline, Priestley, Barrie, Anouilh, de Beaumarchais, Jonson, Labiche, Ostrovsky al hebreo y al yiddish . Escribió la letra de la famosa canción Kalaniyot de Moshe Wilenski, cantada por Shoshana Damari.
Algunos de los poemas de Alterman se han convertido en canciones populares, por ejemplo, "Una reunión sin fin" (פגישה לאין קץ). Un episodio de la temporada 3 del programa israelí de Netflix Shtisel lleva el nombre de uno de sus poemas, "Primera sonrisa", que se lee en un servicio conmemorativo durante el programa.

## Activismo político
Durante la década de 1950, Alterman se opuso a la ley marcial impuesta en ese momento a los ciudadanos árabes israelíes (hasta 1966), y también apoyó firmemente la lucha de los trabajadores, como la huelga de marineros de 1952, que fue reprimida por el Gobierno de Ben Gurion.
Después de la Guerra de los Seis Días, Alterman fue uno de los fundadores del Movimiento por el Gran Israel y se alió con activistas de derecha a los que se opuso en gran medida en los primeros momentos de su carrera. Criticó a David Ben-Gurión (quien en ese momento solo ocupaba el cargo de miembro de la Knesset, pero aún era influyente) por estar demasiado dispuesto a ceder los territorios capturados durante la guerra a cambio de un acuerdo de paz.

## Premios y reconocimientos

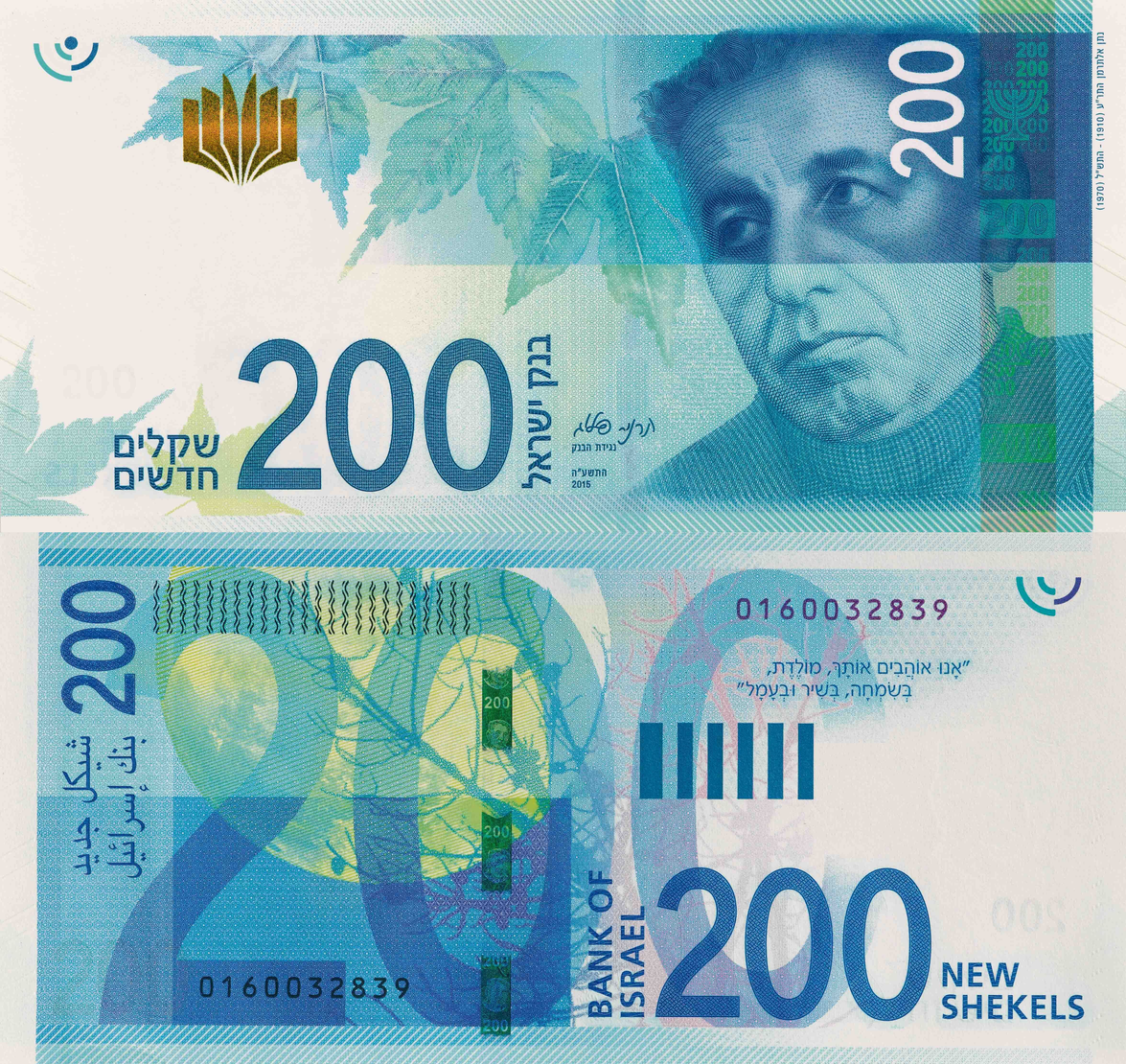
Billete de 200 NIS, que muestra a Alterman.

Alterman ha aparecido en el billete de NIS 200 de Israel desde 2016.
- En 1946, Alterman recibió el Premio Tchernichovsky a la traducción ejemplar, por sus traducciones de las obras de teatro Phèdre de Jean Racine y Merry Wives of Windsor de Shakespeare .
- En 1947, recibió el Premio Ruppin por su libro "La alegría de los pobres".
- En 1957, Alterman recibió el Premio Bialik de literatura.[9]
- En 1967, recibió nuevamente el Premio Tchernichovsky, por traducciones de las obras de teatro de Moliere .
- En 1968, fue galardonado con el Premio Israel, de literatura.[10]
- En 2011, su retrato fue elegido para estar en la moneda de Israel.[11]

## Libros (hebreo)

### Poesía
- Estrellas afuera ( en hebreo: כוכבים בחוץ‎   ). Publicaciones Yachdav, 1938; Editorial Machbarot Lesifrut, 1945; Editorial Hakibbutz Hameuchad, 1995
- Alegría de los pobres ( en hebreo: שמחת עניים‎   ). Editorial Machbarot Lesifrut, 1941
- Poemas de la plaga ( en hebreo: שירי מכות מצרים‎   ). Editorial Machbarot Lesifrut, 1944
- La séptima columna [vol. 1] ( en hebreo: הטור השביעי : שירי העת והעתון‎   ). Publicación Am Oved, 1948; Nuevas ediciones: Editorial Hakibbutz Hameuchad, 2003; 2004
- La séptima columna [vol. 2] ( en hebreo: הטור השביעי : שירי העת והעתון, ספר שני‎   ). David, 1954
- Ciudad de la Paloma ( en hebreo: עיר היונה‎   ). Editorial Machbarot Lesifrut, 1957
- Poemas de diez hermanos ( en hebreo: שיר עשרה אחים‎   ). Editorial Machbarot Lesifrut, 1961
- Celebración de verano ( en hebreo: חגיגת קיץ‎   ). Machbarot Lesifrut, 1965
- El juicio de Pitágoras ( en hebreo: משפט פיתגורס‎   ). Machbarot Lesifrut, 1965
- Momentos ( en hebreo: רגעים‎   ). Editorial Hakibbutz Hameuchad, 1974
- La bandeja de plata: poemas seleccionados ( en hebreo: מגש הכסף : מבחר שירים‎   ). Ministerio de Defensa, 1974
- El soporte delantero ( en hebreo: העמדה הקדמית : משירי העת והעתון‎   ). Editorial Hakibbutz Hameuchad, Mosad Alterman, 1980
- De:  de los Pobres,  de Plaga, Ciudad de la Paloma ׳עיר en hebreo: מתוך ׳כוכבים בחוץ׳, ׳שמחת עניים׳, ׳שירי מכות מצרים׳, ׳עיר היונה‎ ). Editorial Hakibbutz Hameuchad, 1980
- Poemas 1931-1935 ( en hebreo: שירים 1935-1931‎   ). Editorial Hakibbutz Hameuchad, 1984
- Elogio de la frivolidad ( en hebreo: שבחי קלות הדעת‎   ). Editorial Hakibbutz Hameuchad, 1997
- Poemas de antaño ( en hebreo: שירים שמכבר‎   }). Editorial Hakibbutz Hameuchad, 1999
- La Séptima Columna : Arte israelí de la colección de Benno Kalev ( en hebreo: הטור השביעי : אמנות ישראלית מאוסף בנו כלב‎   ). Editorial Hakibbutz Hameuchad, 2000

### Obras de teatro
- Kinneret, Kinneret ( en hebreo: כנרת, כנרת‎   ). Editorial Hakibbutz Hameuchad, 1962
- Posada de los fantasmas ( en hebreo: פונדק הרוחות‎   ). Amikam, 1963
- Ester la Reina ( en hebreo: אסתר המלכה‎   ). Editorial Hakibbutz Hameuchad, 1966
- Últimos días de Ur ( en hebreo: ימי אור האחרונים‎   ). Editorial Hakibbutz Hameuchad, 1990

### Infantiles - Libros ilustrados
- El décimo pollito ( en hebreo: האפרוח העשירי‎   ). Editorial Machbarot Lesifrut, 1943; nuevas ediciones - Editorial Hakibbutz Hameuchad, 1973, 2005
- El Libro Cantante de la Amistad ( en hebreo: ספר התבה המזמרת‎   ). Machbarot Lesifrut, 1958
- El libro del rompecabezas ( en hebreo: ספר החידות‎   ). Editorial Hakibbutz Hameuchad, 1971
- A los niños ( en hebreo: לילדים‎   ). Editorial Hakibbutz Hameuchad, 1972
- Og rey de Basán ( en hebreo: עוג מלך הבשן‎   ). Editorial Hakibbutz Hameuchad, 1975, nueva edición 2011
- Rimas para niños ( en hebreo: חרוזים לילדים‎   ). Editorial Hakibbutz Hameuchad, 1976 nueva edición 2002
- Qué maravilla ( en hebreo: איזה פלא‎   ). Editorial Hakibbutz Hameuchad, 1983
- Un cuento de un pequeño Chirik ( en hebreo: מעשה בחיריק קטן‎   ). Editorial Hakibbutz Hameuchad, 2003
- Una historia de un Pe final ( en hebreo: מעשה בפ"א סופית‎   ). Editorial Hakibbutz Hameuchad, 2000
- Todo sucedió en Hannuka ( en hebreo: זה היה בחנכה, או, נס גדול היה פה‎  זה  ). Editorial Hakibbutz Hameuchad, 2001

### Canciones
- Canciones de amor ( en hebreo: שירי אהבה‎   ). Editorial Hakibbutz Hameuchad, 1998
- Serenata de Tel-Aviv ( en hebreo: סרנדה תל-אביבית‎   ). Editorial Hakibbutz Hameuchad, 1999
- Deberías llamar dos veces ( en hebreo: צריך לצלצל פעמיים : שירי-זמר, שירי-ספר, פזמונים‎   ). Editorial Hakibbutz Hameuchad, Autoridad de Radiodifusión de Israel, 2002

### Sátira
La Máscara Final ( en hebreo: המסכה האחרונה‎   ). Maariv, 1968

### No ficción
- Rompiendo el Círculo ( en hebreo: במעגל : מאמרים ורשימות, תרצ״ב־תשכ״ח‎   ). Editorial Hakibbutz Hameuchad, 1971
- El hilo triangular ( en hebreo: החוט המשולש‎   ). Editorial Hakibbutz Hameuchad, 1971
- The Alterman Notebooks [Vol A] ( en hebreo: מחברות אלתרמן, כרך א׳‎   ). Editorial Hakibbutz Hameuchad junto con el Instituto de Investigación de Literatura Hebrea Katz, Universidad de Tel-Aviv, 1977
- Pequeño Tel Aviv ( en hebreo: תל־אביב הקטנה‎   ). Editorial Hakibbutz Hameuchad, 1979
- The Alterman Notebooks [Vol B] ( en hebreo: מחברות אלתרמן, כרך ב׳‎   ). Editorial Hakibbutz Hameuchad y Mosad Alterman, 1979
- The Alterman Notebooks [Vol C] ( en hebreo: מחברות אלתרמן, כרך ג׳‎   ). Editorial Hakibbutz Hameuchad y Mosad Alterman, 1981
- Entre el poeta y el estadista ( en hebreo: בין המשורר למדינאי‎   ). Editorial Hakibbutz Hameuchad, 1981, ext. edición Editorial Hakibbutz Hameuchad, Mosad Alterman, 1986
- The Alterman Notebooks [Vol D] ( en hebreo: מחברות אלתרמן, כרך ד׳‎   ). Editorial Hakibbutz Hameuchad, 1986
- Ambos Caminos ( en hebreo: על שתי הדרכים‎   ). Editorial Hakibbutz Hameuchad, Mosad Alterman, 1989
- Ensayos y artículos ( en hebreo: סער ופרץ : פרוזה ומאמרים‎   ). Editorial Hakibbutz Hameuchad, 2019

## Otras lecturas
El propio poema hebreo moderno (2003),ISBN 0-8143-2485-1